# NGC 6125
NGC 6125 este o galaxie eliptică situată în constelația Dragonul. A fost descoperită în 24 aprilie 1789 de către William Herschel. Se află la o distanță de 33,4 de megaparseci de Pământ.